# Alexandru Șpac
Alexandru Șpac (n. 22 noiembrie 1989) este un halterofil moldovean.

## Carieră
Șpac a luat bronzul la Campionatul European de Haltere 2012 din Antalia, la categoria 77 kg. La Campionatul European de Haltere 2013⁠(d) a luat locul II, dar a fost descalificat ulterior după testarea pozitivă la stanozolol și metiltestosteron. Ca rezultat, a fost suspendat pe o perioadade doi ani de la participarea la orice competiții.
Alexandru a participat la Jocurile Olimpice de vară din 2016, proba haltere, categoria 77 kg, unde a ocupat locul 5.